# Мейдстон (район)
Мейдстон (англ. Maidstone) — неметрополитенский район (англ. non-metropolitan district) со статусом боро в графстве Кент (Англия). Административный центр — город Мейдстон.

## География
Район расположен в центральной части графства Кент.

## История
Район был образован 1 апреля 1974 года в результате объединения боро Мейдстон с сельскими районами (англ. Rural District) Мейдстон и Холлингборн.

## Состав
В состав района входят 1 город:
- Мейдстон

и 41 община (англ. civil parish).